# All About My Mom
All About My Mom (hangul: 부탁해요, 엄마; rr: Butakaeyo, Eomma; lit. Please, Mom / Por favor, Mãe) é uma série de televisão sul-coreana de 2015 estrelada por Eugene e Lee Sang-woo. Foi ao ar na KBS2 de 15 de agosto de 2015 a 14 de fevereiro de 2016, todos os sábados e domingos às 19:55 (KST).

## Sinopse
Jin-ae (Eugene) trabalha duro para ganhar dinheiro e acaba gastando com sua família, mas San-ok, sua mãe, demonstra carinho e atenção apenas a seu primeiro filho. Jin-ae então conhece Kang Hoon-jae (Lee Sang-woo), que coincidentemente é filho do chefe que ela muito admira, e se casa com ele. Enquanto passa por momentos difíceis com sua sogra, Jin-ae começa a entender sua própria mãe pela primeira vez.

## Elenco

### Principal
- Eugene como Lee Jin-ae
- Lee Sang-woo como Kang Hoon-jae

### De apoio

#### Família de Lee Jin-ae
- Go Doo-shim como Im San-ok
- Kim Kap-soo como Lee Dong-chul
- Oh Min-suk como Lee Hyung-kyu
- Choi Tae-joon como Lee Hyung-soon

#### Família de Kang Hoon-jae
- Kim Mi-sook como Hwang Young-sun
- Hwang Jung-min como Yeom Nan-sook

#### Família de Sun Hye-joo
- Son Yeo-eun como Sun Hye-joo
- Nam Gi-ae como Hong Yoo-ja
- Gil Jung-woo como Kim San

#### Família de Jang Chul-woong
- Song Seung-hwan como Jang Chul-woong
  - Jang Seung-jo como o jovem Chul-woong
- Jo Bo-ah como Jang Chae-ri
- Kim Young-ok como Song Ki-nam

### Estendido
- Song Jong-ho como Yoon Sang-hyuk
- Kwon Mina como Go Aeng-doo
- Kim Sun-woong como Min-sun
- Chae So-young como Shin Yoo-hee
- Tae Hang-ho como Park Kye-tae
- Min Ji-ah como Son Yoo-kyung
- Susanna Noh como Gong Na-ri
- Yang Joo-ho como Advogado Hwang
- Jung Eun-pyo como Gerente Yang
- Kim Ji-eun como Hong-do
- Lee Si-won como Yoo Ji-yeon
- Yoon Hee-seok como Song Joon-young
- Lee Jin-kwon como coadjuvante
- Jang In-sub como Shin Jae-min

### Participações especiais
- Kim Jun-hyun como Presidente Kim

## Audiência
Na tabela abaixo, os números azuis representam a audiência mais baixa e os números vermelhos representam audiência mais mais alta.
| Episódio # | Data de transmissão original | Parcela média de audiência | Parcela média de audiência | Parcela média de audiência | Parcela média de audiência |
| Episódio # | Data de transmissão original | TNmS Ratings               | TNmS Ratings               | AGB Nielsen Ratings        | AGB Nielsen Ratings        |
| Episódio # | Data de transmissão original | Nacional                   | Seul                       | Nacional                   | Seul                       |
| ---------- | ---------------------------- | -------------------------- | -------------------------- | -------------------------- | -------------------------- |
| 1          | 15 de agosto de 2015         | 14.1%                      | 13.2%                      | 14.9%                      | 15.7%                      |
| 2          | 16 de agosto de 2015         | 22.7%                      | 22.3%                      | 24.3%                      | 24.5%                      |
| 3          | 22 de agosto de 2015         | 17.0%                      | 16.2%                      | 17.3%                      | 16.8%                      |
| 4          | 23 de agosto de 2015         | 19.5%                      | 18.2%                      | 20.5%                      | 20.5%                      |
| 5          | 29 de agosto de 2015         | 19.8%                      | 18.6%                      | 19.9%                      | 20.4%                      |
| 6          | 30 de agosto de 2015         | 21.3%                      | 20.6%                      | 22.5%                      | 22.8%                      |
| 7          | 5 de setembro de 2015        | 21.0%                      | 20.1%                      | 21.9%                      | 21.9%                      |
| 8          | 6 de setembro de 2015        | 24.0%                      | 23.0%                      | 26.5%                      | 26.8%                      |
| 9          | 12 de setembro de 2015       | 21.7%                      | 20.3%                      | 22.2%                      | 21.7%                      |
| 10         | 13 de setembro de 2015       | 25.7%                      | 23.7%                      | 26.6%                      | 26.2%                      |
| 11         | 19 de setembro de 2015       | 21.5%                      | 20.2%                      | 22.5%                      | 22.5%                      |
| 12         | 20 de setembro de 2015       | 26.2%                      | 25.7%                      | 27.0%                      | 27.6%                      |
| 13         | 26 de setembro de 2015       | 19.5%                      | 18.3%                      | 20.1%                      | 21.0%                      |
| 14         | 27 de setembro de 2015       | 20.3%                      | 18.9%                      | 20.6%                      | 20.4%                      |
| 15         | 3 de outubro de 2015         | 22.0%                      | 19.9%                      | 23.2%                      | 23.6%                      |
| 16         | 4 de outubro de 2015         | 26.4%                      | 24.1%                      | 28.3%                      | 29.0%                      |
| 17         | 10 de outubro de 2015        | 23.5%                      | 21.7%                      | 24.2%                      | 24.1%                      |
| 18         | 11 de outubro de 2015        | 23.5%                      | 23.2%                      | 26.3%                      | 27.2%                      |
| 19         | 17 de outubro de 2015        | 23.3%                      | 22.4%                      | 24.0%                      | 23.9%                      |
| 20         | 18 de outubro de 2015        | 27.9%                      | 26.2%                      | 29.4%                      | 29.4%                      |
| 21         | 24 de outubro de 2015        | 24.3%                      | 23.7%                      | 26.7%                      | 27.9%                      |
| 22         | 25 de outubro de 2015        | 28.2%                      | 28.1%                      | 30.3%                      | 31.7%                      |
| 23         | 31 de outubro de 2015        | 24.9%                      | 23.5%                      | 24.5%                      | 24.6%                      |
| 24         | 1 de novembro de 2015        | 28.0%                      | 26.8%                      | 29.2%                      | 30.3%                      |
| 25         | 7 de novembro de 2015        | 24.2%                      | 22.3%                      | 27.0%                      | 26.7%                      |
| 26         | 8 de novembro de 2015        | 27.3%                      | 25.5%                      | 31.1%                      | 31.3%                      |
| 27         | 14 de novembro de 2015       | 22.7%                      | 21.4%                      | 23.7%                      | 24.1%                      |
| 28         | 15 de novembro de 2015       | 27.3%                      | 24.8%                      | 29.5%                      | 29.6%                      |
| 29         | 21 de novembro de 2015       | 19.4%                      | 18.0%                      | 22.4%                      | 23.2%                      |
| 30         | 22 de novembro de 2015       | 29.1%                      | 28.4%                      | 30.7%                      | 31.3%                      |
| 31         | 28 de novembro de 2015       | 21.4%                      | 20.5%                      | 24.7%                      | 25.1%                      |
| 32         | 29 de novembro de 2015       | 27.2%                      | 26.4%                      | 30.9%                      | 31.7%                      |
| 33         | 5 de dezembro de 2015        | 22.0%                      | 21.0%                      | 25.2%                      | 26.0%                      |
| 34         | 6 de dezembro de 2015        | 28.2%                      | 28.1%                      | 31.7%                      | 33.3%                      |
| 35         | 12 de dezembro de 2015       | 22.0%                      | 20.3%                      | 24.2%                      | 24.3%                      |
| 36         | 13 de dezembro de 2015       | 27.7%                      | 25.5%                      | 32.1%                      | 33.1%                      |
| 37         | 19 de dezembro de 2015       | 21.3%                      | 19.8%                      | 25.7%                      | 25.9%                      |
| 38         | 20 de dezembro de 2015       | 26.7%                      | 25.5%                      | 32.4%                      | 33.4%                      |
| 39         | 26 de dezembro de 2015       | 22.9%                      | 20.6%                      | 26.2%                      | 27.6%                      |
| 40         | 27 de dezembro de 2015       | 26.2%                      | 24.5%                      | 32.1%                      | 32.8%                      |
| 41         | 2 de janeiro de 2016         | 25.2%                      | 22.8%                      | 27.6%                      | 28.1%                      |
| 42         | 3 de janeiro de 2016         | 28.2%                      | 26.1%                      | 33.3%                      | 34.1%                      |
| 43         | 9 de janeiro de 2016         | 25.8%                      | 23.1%                      | 27.3%                      | 30.8%                      |
| 44         | 10 de janeiro de 2016        | 32.6%                      | 30.2%                      | 33.8%                      | 34.8%                      |
| 45         | 16 de janeiro de 2016        | 27.6%                      | 25.4%                      | 28.0%                      | 28.5%                      |
| 46         | 17 de janeiro de 2016        | 35.6%                      | 33.6%                      | 35.8%                      | 36.0%                      |
| 47         | 23 de janeiro de 2016        | 31.9%                      | 29.2%                      | 32.4%                      | 34.0%                      |
| 48         | 24 de janeiro de 2016        | 37.1%                      | 33.3%                      | 36.9%                      | 38.0%                      |
| 49         | 30 de janeiro de 2016        | 32.9%                      | 29.1%                      | 33.4%                      | 34.0%                      |
| 50         | 31 de janeiro de 2016        | 35.9%                      | 32.8%                      | 36.3%                      | 37.7%                      |
| 51         | 6 de fevereiro de 2016       | 33.3%                      | 29.6%                      | 33.2%                      | 33.2%                      |
| 52         | 7 de fevereiro de 2016       | 33.5%                      | 31.8%                      | 31.1%                      | 31.1%                      |
| 53         | 13 de fevereiro de 2016      | 34.3%                      | 31.8%                      | 35.5%                      | 35.6%                      |
| 54         | 14 de fevereiro de 2016      | 39.1%                      | 36.6%                      | 38.2%                      | 39.0%                      |
| Média      | Média                        | 25.8%                      | 24.2%                      | 27.5%                      | 28%                        |

## Prêmios e indicações
| Ano  | Cerimônia            | Categoria                                        | Indicado(s)              | Resultado | Ref.        |
| ---- | -------------------- | ------------------------------------------------ | ------------------------ | --------- | ----------- |
| 2015 | 4º APAN Star Awards  | Prêmio de Excelência, Ator em um Drama em Série  | Lee Sang-woo             | Indicado  | [ 5 ] [ 6 ] |
| 2015 | 4º APAN Star Awards  | Prêmio de Excelência, Atriz em um Drama em Série | Eugene                   | Indicado  | [ 5 ] [ 6 ] |
| 2015 | 4º APAN Star Awards  | Bem Vestido                                      | Oh Min-suk               | Venceu    | [ 5 ] [ 6 ] |
| 2015 | 28º Grimae Awards    | Melhor Atriz Revelação                           | Jo Bo-ah                 | Venceu    |             |
| 2015 | 29º KBS Drama Awards | Grande Prêmio (Daesang)                          | Go Doo-shim              | Venceu    | [ 7 ]       |
| 2015 | 29º KBS Drama Awards | Prêmio de Alta Excelência, Atriz                 | Go Doo-shim              | Indicado  | [ 7 ]       |
| 2015 | 29º KBS Drama Awards | Prêmio de Excelência, Ator em um Drama em Série  | Kim Kap-soo              | Venceu    | [ 7 ]       |
| 2015 | 29º KBS Drama Awards | Prêmio de Excelência, Ator em um Drama em Série  | Lee Sang-woo             | Indicado  | [ 7 ]       |
| 2015 | 29º KBS Drama Awards | Prêmio de Excelência, Atriz em um Drama em Série | Eugene                   | Venceu    | [ 7 ]       |
| 2015 | 29º KBS Drama Awards | Prêmio de Excelência, Atriz em um Drama em Série | Go Doo-shim              | Indicado  | [ 7 ]       |
| 2015 | 29º KBS Drama Awards | Melhor Ator Coadjuvante                          | Oh Min-suk               | Indicado  | [ 7 ]       |
| 2015 | 29º KBS Drama Awards | Melhor Atriz Coadjuvante                         | Son Yeo-eun              | Indicado  | [ 7 ]       |
| 2015 | 29º KBS Drama Awards | Prêmio de Popularidade, Atriz                    | Jo Bo-ah                 | Venceu    | [ 7 ]       |
| 2015 | 29º KBS Drama Awards | Melhor Atriz Revelação                           | Jo Bo-ah                 | Indicado  | [ 7 ]       |
| 2015 | 29º KBS Drama Awards | Melhor Ator Revelação                            | Choi Tae-joon            | Indicado  | [ 7 ]       |
| 2015 | 29º KBS Drama Awards | Melhor Jovem Ator                                | Gil Jung-woo             | Indicado  | [ 7 ]       |
| 2015 | 29º KBS Drama Awards | Prêmio de Melhor Casal                           | Lee Sang-woo e Eugene    | Indicado  | [ 7 ]       |
| 2015 | 29º KBS Drama Awards | Prêmio de Melhor Casal                           | Oh Min-suk e Son Yeo-eun | Indicado  | [ 7 ]       |
| 2015 | 29º KBS Drama Awards | Prêmio de Melhor Casal                           | Choi Tae-joon e Jo Bo-ah | Indicado  | [ 7 ]       |

## Remake
- Vietnam - Esta série foi refeita no Vietnã sob o título Giấc mơ của mẹ, indo ao ar no VieOn, em 4 de julho de 2022.[8]